# Skeppsgård

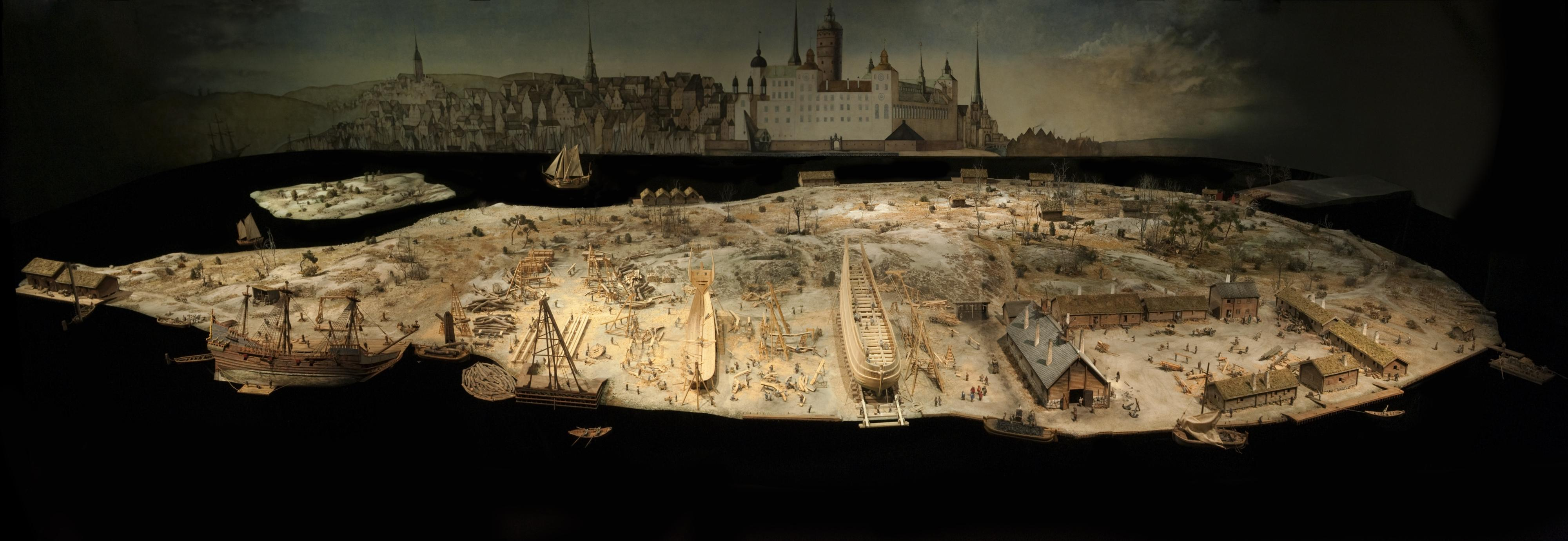
Modell av Stockholms skeppsgård på 1620-talet på Blasieholmen, visad i Vasamuseet. Varvet är sett från Nybroviken mot Slottet Tre Kronor och Gamla stan, med Näckströmmen till höger.

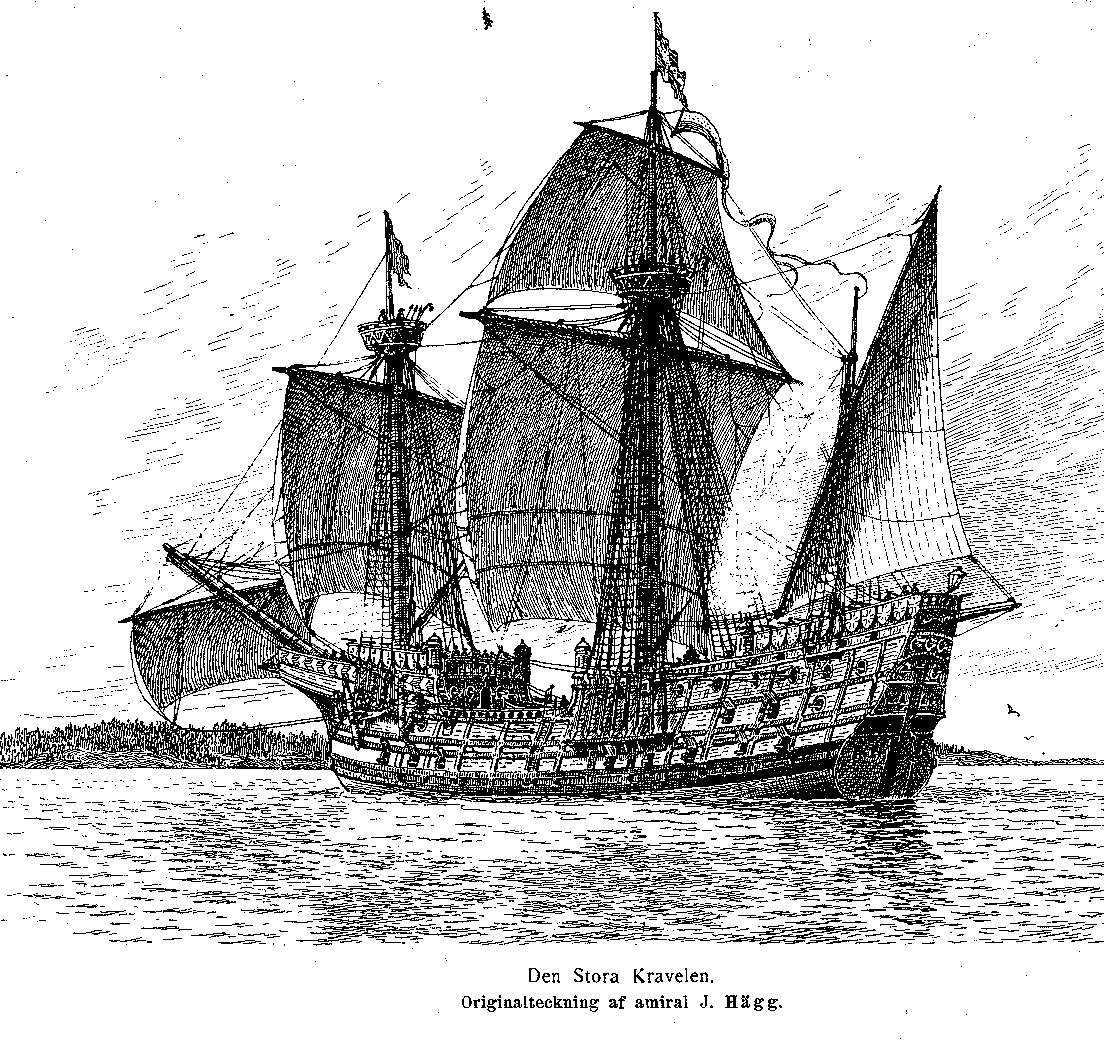
Stora Kravelen, rekonstruerad bild av Jacob Hägg på det första fartyget som byggdes på en Kronans skeppsgård.

Skeppsgård var tidigare benämningen på ett av Kronan drivet örlogsvarv, ofta som en del av en örlogsbas.
Den första skeppsgården var Stockholms skeppsgård, som inrättades omkring 1523, först som reparations- och underhållsvarv i Gamla stan, efter några år också som ett nybyggnadsvarv.
Uppbyggnaden av en flottstridskraft under Gustav Vasa ledde till att det 1540 fanns skeppsgårdar också i Kalmar (år 1558 flyttad till Björkenäs skeppsgård), Älvsborg, Åbo och Viborg. I samband med att Sverige utvecklades till en stormakt inrättades skeppsgårdar också bland annat runt Mälaren, längs Upplandskusten och i Nyköping. Efter 1658 tillkom Bodekulls skeppsgård (i dagens Karlshamn). Stockholms skeppsgård var dock under 1600-talet, fram till dess nedläggning 1680, det största skeppsvarvet och också en av Sveriges största arbetsplatser.
År 1680 flyttades flottans varv på Karl XI:s order till Karlskrona via — under en period — Kungliga Amiralitetsvarvet i Kalmar och byggandet av örlogsfartyg koncentrerades efterhand dit. Hans Wachtmeister anlade ett örlogsvarv på Vämö i Karlskrona samma år, och det första nybyggda fartyget sjösattes där 1682. År 1684 flyttades varvet till det nuvarande området på Trossö och Lindholmen. Det benämndes från 1700-talet Karlskrona örlogsvarv och senare Karlskronavarvet. Det ingick 1989–2014 i Kockums AB och ingår sedan 2014 i Saab Kockums AB.